# چرخه اسید سیتریک

چرخه کربس در جانداران هوازی

چرخهٔ اسید سیتریک که به آن چرخهٔ تری‌کربوکسیلیک اسید و چرخهٔ کربس (به افتخار کاشف آن، هانس کربس) نیز گفته می‌شود، مسیری چرخشی برای اکسایش ریشه‌های استیل به دی‌اکسید کربن است که اولین مرحلهٔ آن تشکیل سیترات می‌باشد. چرخه اسید سیتریک نقش بزرگی را در دگرگشت ایفا می‌کند: مسیرهای فروگشت به آن جاری می‌شوند و مسیرهای فراگشت از آن آغاز می‌شوند. ترکیبات میانهٔ چرخه اسید سیتریک، پیش‌سازهای بسیاری از زیست‌مولکول‌ها هستند.

## کشف
تعداد زیادی از اجزا و مولکول‌های واسطه در این چرخه توسط آلبرت سنت-گیورگی در دهه ۳۰ پیدا شده‌است. وی به خاطر پیدا کردن نقش اسید فوماریک در این چرخه موفق به دریافت جایزه نوبل در سال ۱۹۳۷ شد. در ادامه مطالعات گسترده توسط هانس آدولف کربس این چرخه با جزئیات کامل در سال ۱۹۳۷ ارائه شد. قابل ذکر است که کربس هم به دنبال این کشفیات در سال ۱۹۵۳ موفق به دریافت جایزه نوبل پزشکی شد.

## فرگشت
اجزا و مولکول‌های واسطه در این چرخه از باکتری‌های بی هوازی تکامل پیدا کرده‌اند، و نکته قابل توجه اینست که این چرخه چندین بار در مسیرفرگشت تغیر یافته‌است، از نظر تئوری مسیرهای گوناگون قابل پیش‌بینی هستند، هرچند به نظر می‌رسد مسیر کنونی از تمامی آن‌ها بازدهی بهتری داشته باشد. در واقع اگر مسیرهای متفاوت به وجود آمده باشند، در انتها از طریق فرگشت همگرا دوباره به شکل کنونی بروز پیدا خواهند کرد.

## ساخت استیل‌کوآنزیم‌آ
در اولین مرحله چرخه اسید سیتریک ابتدا استیل کوآنزیم A با اگزالو استات که ۴ کربن دارد وارد واکنش شده و کوآنزیم آ از آن جدا می‌شود و پیروات اکسید می‌شود. محصول نهایی این واکنش Citrate + CoA-SH است.

## ساخت اگزالواستات
اگزالواستات شروع‌کنندهٔ چرخهٔ کربس یا چرخهٔ اسیدسیتریک، توسط آنزیم پیرووات کربوکسیلاز از پیرووات که محصول گلیکولیز (قندکافت) است تشکیل می‌شود سپس در چرخهٔ کربس با واحدهای استیل کوآنزیم حاصل از تجزیهٔ اسیدهای چرب، ترکیب شده و بدین ترتیب واحدهای استیل کوآنزیمA دچار اکسایش می‌شوند.

چرخه کربس در جانداران هوازی

### واکنش‌های چرخه اسید سیتریک
ابتدا استیل کوآنزیم A که ماده‌ای ۲ کربنه است با اگزالو استات که ۴ کربن دارد وارد واکنش شده و کوآنزیم از آن جدا می‌شود. ترکیب ۶ کربنه حاصل با از دست دادن متوالی دو co۲ و +NADH،H به ترکیب ۴ کربنه تبدیل می‌شود. در طول چرخه به ازای هر co۲ یک ATP و ۴H۲ در فرم ۳NADH۲ و یک FADH۲ تولید می‌شود که با عبور از زنجیره انتقال الکترون جمعاً ۱۲ATP حاصل می‌آید.

## آنزیم‌های چرخه کربس
- آنزیم پیروات دهیدروژناز
- آنزیم دی‌هیدرولیپوییل ترانس‌استیلاز
- آنزیم دی‌هیدرولیپوییل دهیدروژناز
- آنزیم سیترات سینتاز
- آنزیم اکونیتاز
- آنزیم ایزوسیترات دهیدروژناز
- کمپلکس آنزیمی آلفا کتوگوتارات دهیدروژناز
- آنزیم سوکسینیل کوآنزیم آ سینتتاز
- آنزیم سوکسینات دهیدروژناز
- آنزیم فوماراز
- آنزیم مالات دهیدروژناز